# Fiona Shaw
Fiona Mary Shaw (Condado de Cork, 10 de julho de 1958) é uma atriz irlandesa.
Encenou obras literárias no teatro e fez filmes marcantes no cinema. Teve seu papel mais notório como Petúnia Dursley na saga de filmes Harry Potter e Carolyn Martens na série de suspense e espionagem Killing Eve. Passou duas semanas num convento beneditino em 1996. Tempos depois, informações de seu diário foram reveladas em uma rádio. Em 2006, entrou para a Pink List dos gays (mulheres e homens) mais influentes.
Em maio de 2019, Fiona Shaw ganhou uma importante premiação britânica, o BAFTA Awards por seu papel em Killing Eve. Em julho de 2019, foi anunciado que ela havia recebido duas indicações ao Emmy Awards, nas categorias de melhor atriz coadjuvante em série dramática e melhor atriz convidada em série de comédia, por Killing Eve e Fleabag, respectivamente.

## Biografia
Fiona Shaw nasceu em County Cork. O seu pai, Danis Wilson era um cirurgião oftalmológico e a sua mãe, Mary, era física. Foi criada como católica romana, mas não tem interesse na igreja católica, que ela critica.
A atriz completou o ensino secundário na Scoil Mhuire em Cork e tirou uma licenciatura na University College Cork. Depois de terminar a universidade, estudou representação na prestigiada Royal Academy of Dramatic Art (RADA) e fez parte de uma "nova onda" de atores que saiu da Academia. Pouco depois de terminar os estudos, foi bastante elogiada pelo seu papel de Julia na peça The Rivals, apresentada no National Theatre, em Londres.
Fiona é lésbica e chegou a namorar com a atriz Saffron Burrows. Atualmente é casada com a economista Sonali Deraniyagala.

## Carreira
Os papéis no teatro de Fiona Shaw incluem: Celia em As You Like It (1984), Madame de Volanges em Les Liaisons Dangereuses (1985), Katherine em The Taming of the Shrew (1987), Lady Franjul em The New Inn (1987), Young Woman em Machinal (1993), pelo qual venceu o prémio Laurence Olivier Award de Melhor Atriz, Winnie em Happy Days (2007), e os papéis principais em Electra (1988), The Good Person of Sechuan (1989), Hedda Gabler (1991), The Prime of Miss Jean Brodie (1998) and Medea (2000). Ele interpretou o poema The Waste Land de T. S. Eliot num espetáculo só de uma pessoa no Liberty Theatre em Nova Iorque em 1996. O espetáculo foi bastante elogiado pela crítica e recebeu o prémio Drama Desk Award na categoria de  Melhor Espetáculo de Uma Única Pessoa.
Em 1995, Fiona interpretou o papel principal masculino na peça Richard II, encenada por Deborah Warner. A atriz trabalhou para Warner em várias ocasiões, tanto no ecrã como no palco. Fiona também trabalhou no cinema e na televisão em produções que incluem: My Left Foot (1989), Mountains of the Moon (1990), Three Men and a Little Lady (1990), Super Mario Bros. (1993), Undercover Blues (1993), Persuasion (1995), Jane Eyre (1996), The Butcher Boy (1997), The Avengers (1998), Gormenghast (2000), e cinco dos filmes do franchise Harry Potter, onde interpretou o papel da tia de Harry Potter. Petunia Dursley.
Fiona participou na quarta temporada na série True Blood, no papel de Marnie Stonebrook. Esta personagem foi descrita como uma quiromante falhada que é possuída por uma bruxa verdadeira. A sua personagem lidera um clã de bruxas necromantes que ameaçam o status quo em Bon Temps, apagando a maioria das memórias de Eric Northman e deixando-o quase inútil quando ele a tenta matar e desfazer o clã.
Em 2018, estreou Killing Eve, onde Fiona interpreta o papel de Carolyn Martens, a chefe do departamento russo do MI6. Este papel valeu-lhe o prémio BAFTA na categoria de Melhor Atriz Secundária numa Série de Televisão. No ano seguinte, Fiona voltou a trabalhar com a criadora de Killing Eve, Phoebe Waller-Bridge, noutra série criada por ela, Fleabag. Estes papéis valeram-lhe duas nomeações para os prémios Emmy de 2019, nas categorias de Melhor Atriz Secundária numa Série Dramática e Melhor Atriz Convidada numa Série de Comédia, respetivamente.

## Filmografia
- 2023 - IF
- 2019 - Fleabag (série televisiva)
- 2018-2022 - Killing Eve como Carolyn Martens (série televisiva)
- 2015 - Pixels - como Primeira Ministra
- 2011 - True Blood - como Marnie Stonebrook
- 2010 - Harry Potter e as Relíquias da Morte - como Petúnia Dursley
- 2007 - Harry Potter e a Ordem da Fénix (Harry Potter and the Order of the Phoenix) - como Petúnia Dursley
- 2006 - The Black Dahlia
- 2006 - Catch and Release como Sra. Douglas
- 2005 - Midsummer Dream como The Witches
- 2004 - Harry Potter e o Prisioneiro de Azkaban (Harry Potter and the Prisoner of Azkaban) - como Petúnia Dursley
- 2002 - Harry Potter e a Câmara Secreta (Harry Potter and the Chamber of Secrets) - como Petúnia Dursley
- 2001 - Harry Potter e a Pedra Filosofal (Harry Potter and the Philosopher's Stone) - como Petúnia Dursley
- 2000 - Gormenghast (série de televisão)
- 1998 - The Avengers
- 1997 - The Butcher Boy- Anna Karenina
- 1995 - Persuasion como Sra. Croft - (filme de televisão)
- 1993 - Super Mario Bros.- Hedda Gabler (televisão)
- 1990 - Mountains of the M1990 - "Three Men and a Little Lady"
- 1989 - Meu Pé Esquerdo (My Left Foot)
- 1984 - O corcunda (The Crooked man) (série de televisão)